# Zhou Yafei
Zhou Yafei, född 17 januari 1984 i Qingdao, är en kinesisk simmare.
Hon blev olympisk bronsmedaljör på 4 × 100 meter medley vid sommarspelen 2008 i Peking.